# Yoshie Shiratori
Yoshie Shiratori (白鳥 由栄 'Shiratori Yoshie'?, 31 de julio de 1907 – 24 de febrero de 1979) fue un ciudadano japonés nacido en la Prefectura de Aomori. Shiratori, quien se convirtió en un antihéroe en la cultura japonesa, es famoso por haber escapado de prisión en cuatro ocasiones. Un memorial a Shiratori se encuentra en el Museo de la prisión de Abashiri.

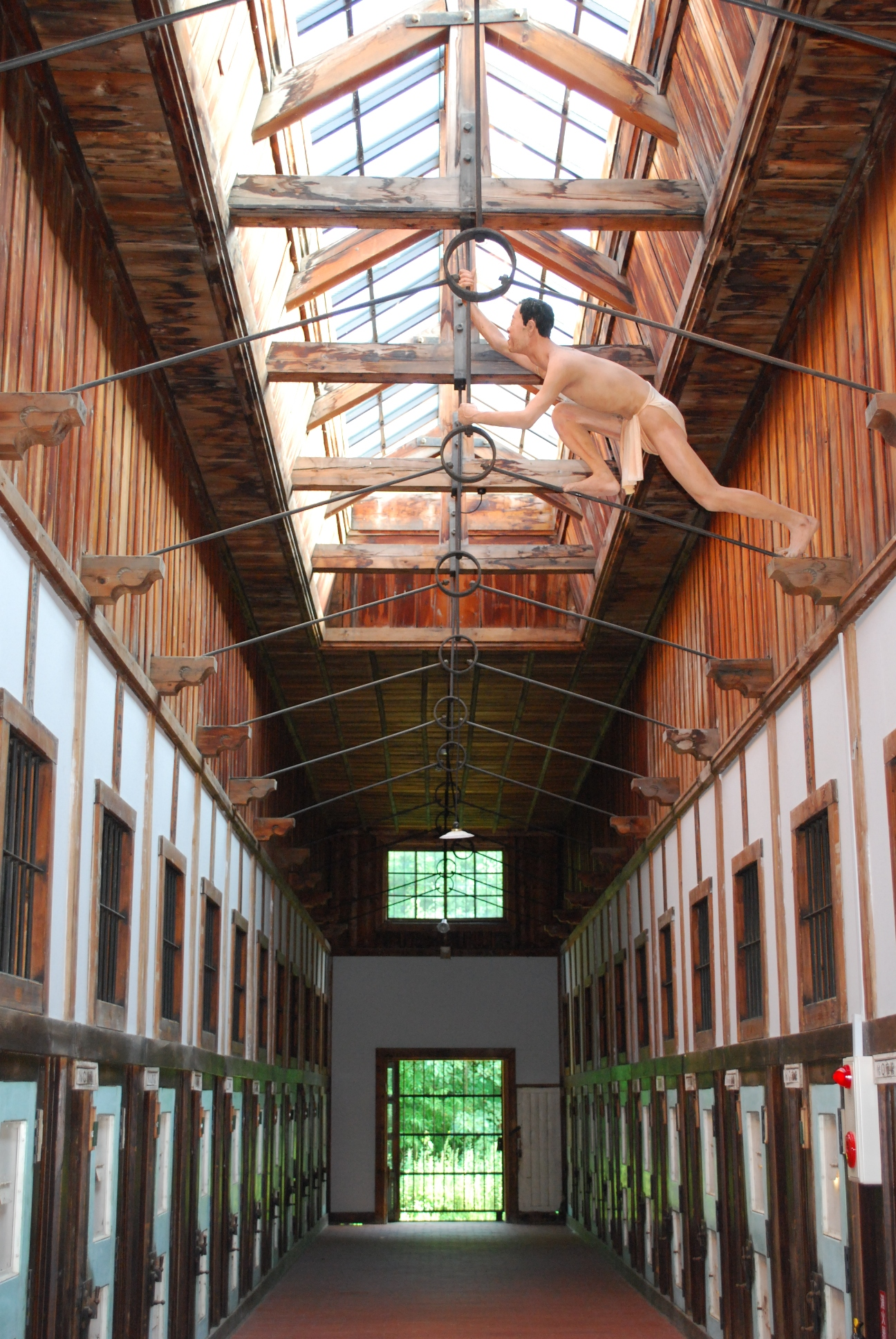
Réplica de la fuga de Shiratori de la prisión de Abashiri en el Museo de la prisión de Abashiri.

Hay varios relatos relacionados con sus escapes, aunque se puede decir que algunos de los detalles que los rodean son más folclóricos que fácticos.

## Escapes de prisión
Yoshie trabajó inicialmente en una tienda de tofu y luego trabajó pescando cangrejos para Rusia. Después de cambiar de negocios fallidos varias veces, se hizo conocido por sus adictivos juegos de azar y sus robos.

### Primer escape
Yoshie fue acusado inicialmente de asesinato y robo y fue sentenciado a la prisión de Aomori. Tres años después, abrió la cerradura de sus esposas y puertas en la prisión para escapar. Se dice que solía abrir las cerraduras durante la medianoche.

### Segundo escape
La policía lo volvió a capturar luego de tres días mientras robaba suministros de un hospital. Fue condenado a cadena perpetua por fuga y robo. Fue trasladado a la prisión de Akita en 1942.
En la prisión de Akita, Yoshie escapó trepando las paredes de su celda a través del respiradero. Se dice que subía todas las noches para sabotear el marco del respiradero. Pronto fue capturado nuevamente.

### Tercer escape
Yoshie fue trasladado a la prisión de Abashiri en el norte de Hokkaido. El 26 de agosto de 1944, se cree que Yoshie salió del pequeño espacio del marco de metal y escapó de la prisión. Sin embargo, fue capturado nuevamente.

### Cuarto escape
Yoshie fue condenado a muerte por el Tribunal del Distrito de Sapporo. En la prisión de Sapporo, lo encerraron en una celda diseñada especialmente para él. En 1947, Yoshie se abrió camino para salir de la prisión a través del suelo haciendo un túnel.

## Últimos años
Luego de un año de estar en libertad, en 1948, se dijo que un oficial de policía le ofreció un cigarrillo a Yoshie en un parque. Conmovido por la amabilidad, Yoshie admitió que era un convicto fugitivo y se ofreció a ser entregado por el oficial. Fue llevado a juicio una vez más. El Tribunal Superior de Sapporo revocó la decisión anterior de la pena de muerte y lo condenó a 20 años de prisión. También se concedió la solicitud de Yoshie de ser encarcelado en Tokio. Pasó sus días en la prisión de Fuchu hasta 1961, 13 años después, cuando fue liberado por su buena conducta.
Más tarde, Shiratori regresó a Aomori para reunirse con su hija y poder contarle su vida. Mientras estaba en prisión, su esposa falleció. Yoshie vivió durante otra década haciendo trabajos ocasionales para sobrevivir. Shiratori murió de un ataque cardíaco en 1979 a la edad de 71 años.

## En la cultura popular
La novela Hagoku de Akira Yoshimura se basó en la vida de Shiratori.
En el manga Golden Kamuy de Satoru Noda, el autor reveló en una entrevista que el personaje Yoshitake Shiraishi se basó en Shiratori.